# Понизовка-Перша
Понизовка-Перша (рос. Понизовка-Первая) — присілок в Куйбишевському районі Калузької області Російської Федерації.
Населення становить 9 осіб. Входить до складу муніципального утворення Присілок Високе.

## Історія
Від 2004 року входить до складу муніципального утворення Присілок Високе.

## Населення
| 2002 | 2010 |
| ---- | ---- |
| 21   | ↘9   |